# Promieniowanie ojcostwa
Promieniowanie ojcostwa − dramat autorstwa Karola Wojtyły, późniejszego papieża Jana Pawła II, z 1964. Dramat został przez autora opatrzony podtytułem misterium.
Treść dzieła zawiera refleksje o dojrzewaniu do ojcostwa, budowaniu relacji człowieka z Bogiem i ludźmi, o misji ojca w rodzinie. Autor nawiązał również do głębszego wymiaru ojcostwa w Bogu.

## Struktura dramatu
Utwór dzieli się na trzy części: I − Adam, II − Doświadczenie Dziecka, III − Matka. Dramatopisarz był kapłanem i teologiem, w odkryciu ukrytej perspektywy egzystencjalnej dzieła pomaga interpretacja teologiczna, którą sformułował m.in. ks. Józef Tischner. Wzajemne relacje przedstawionych postaci są literackim odniesieniem do relacji w Trójcy Świętej − Bóg rodzi Syna, z nich obu pochodzi Duch Święty. W teorii teatru dramat Wojtyły spełnia kryteria zakładanej przez Tadeusza Micińskiego idei teatru-świątyni.

## Wystawienia
Dramat Wojtyły wyreżyserowany w 1983 przez Andrzeja Marię Marczewskiego wystawił warszawski Teatr Rozmaitości (jako spektakl telewizyjny pokazany 1 czerwca 1987). W rolach głównych wystąpili: Józef Fryźlewicz, Andrzej Ferenc, Irena Laskowska, Jadwiga Andrzejewska, Barbara Dembińska, Jerzy Rogowski, Janusz Paluszkiewicz i Jerzy Karaszkiewicz. Dramat wystawiły też w 1989 Teatr Polski w Bydgoszczy oraz w 1997 Wrocławski Teatr Współczesny.
Analizę dramatu w oparciu o filozofię dialogu przeprowadziła w książce Dramat spotkania. Promieniowanie ojcostwa jako pryzmat filozofii Karola Wojtyły Anna Karoń-Ostrowska.